# Rhorus alpinator
Rhorus alpinator är en stekelart som beskrevs av Aubert 1965. Rhorus alpinator ingår i släktet Rhorus och familjen brokparasitsteklar. Inga underarter finns listade i Catalogue of Life.